# Moldavië op het Türkvizyonsongfestival
Moldavië nam tijdens vierde editie in 2020  deel aan het Türkvizyonsongfestival. Moldavië heeft in totaal 1 keer deelgenomen aan het festival.

## Geschiedenis

### Eerste pogingen tot deelnemen
De eerste keer dat Moldavië interesse toonde in deelname was in 2013. De omroep zou, samen met de omroep TRG, deelnemen aan de eerste editie van het festival. Als een van de weinige landen organiseerden de omroepen een selectie om te bepalen welke artiest naar het festival mocht gaan. Deze preselectie werd gewonnen door Ljoedmila Toekan. Nadien werd echter beslist dat ze niet namens Moldavië, maar namens Gagaoezië naar het festival zou trekken.
Voor de editie in 2016 besloot de Moldavische omroep om, ditmaal alleen, opnieuw een poging te wagen om een deelnemer naar het festival te sturen. De omroep koos intern voor Pelageya Stefoglo die even daarvoor nog tweede werd in de Gagaoezische preselectie voor het Türkvizyonsongfestival 2016. Stefoglo zou in Istanboel deelnemen met het nummer Yallah yallah!. Begin december werd het festival echter verplaatst naar maart 2017. Uiteindelijk werd ook deze datum verschoven naar september 2017 en nadien zelf geannuleerd waardoor het debuut van Moldavië opnieuw werd uitgesteld.

### Uiteindelijk debuut
Nadat het festival enkele jaren had stilgelegen, werd het in 2020 heropgestart. Bij de heropstart was Moldavië wel van de partij. De omroep koos opnieuw voor Pelageya Stefoglo die na de geannuleerde editie van 2016 dus opnieuw de kans kreeg om haar vaderland te vertegenwoordigen. In Istanboel trad Stefoglo als 22ste op met haar lied Ateş gibi. Aan het eind van de avond eindigde ze 7de op 26 deelnemers.

## Moldavische deelnames
| Jaar | Artiest           | Titel     | Fin. | Ptn. | Semi | Ptn. | Taal  |
| ---- | ----------------- | --------- | ---- | ---- | ---- | ---- | ----- |
| 2020 | Pelageya Stefoglo | Ateş gibi | 7    | 191  |      |      | Turks |

| Kleur | Betekenis      |
| ----- | -------------- |
|       | Eerste plaats  |
|       | Tweede plaats  |
|       | Derde plaats   |
|       | Laatste plaats |
|       | Gastland       |